# Grijskopgors
De grijskopgors (Emberiza fucata) is een zangvogel uit de familie van gorzen (Emberizidae).

## Verspreiding en leefgebied
Deze soort telt drie ondersoorten:
- E. f. arcuata: van noordelijk Pakistan en de Himalaya tot Nepal en zuidelijk China.
- E. f. fucata: van het zuidelijke deel van Centraal-Siberië en oostelijk Mongolië tot oostelijk Siberië, Japan, Korea en noordoostelijk China.
- E. f. kuatunensis: oostelijk China.